# Adam Bagiński (lekkoatleta)
Adam Bagiński  (ur. 30 marca 1959 w Warszawie) – polski lekkoatleta, wieloboista.

## Osiągnięcia
Wielokrotnie reprezentował Polskę w dziesięcioboju.  W dniach 29-30 sierpnia 1981 w brytyjskim Birmingham podczas finału Pucharu Europy wraz z drużyną wywalczył trzecie miejsce. W roku 1982 był uczestnikiem Mistrzostw Europy w Atenach, gdzie uplasował się na 16. miejscu. Był trzykrotnym medalistą mistrzostw Polski w dziesięcioboju.

## Rekordy życiowe
- dziesięciobój – 7902 pkt. (19 czerwca 1982, Sopot[1]) – 13. wynik w historii polskiej lekkoatletyki